# Distrito de Issoire
El distrito de Issoire es un distrito (en francés arrondissement) de Francia, que se localiza en el département Puy-de-Dôme, de la région Auvernia (en francés Auvergne). Cuenta con 9 cantones y 116 comunas.
La capital de un distrito se llama subprefectura (sous-préfecture). Cuando un distrito contiene la prefectura (capital) del departamento, esa prefectura es la capital del distrito, y se comporta tanto como una prefectura como una subprefectura.

## División territorial

### Cantones
Los cantones del distrito de Issoire son:
1. Cantón de Ardes
2. Cantón de Besse-et-Saint-Anastaise
3. Cantón de Champeix
4. Cantón de Issoire
5. Cantón de Jumeaux
6. Cantón de Saint-Germain-Lembron
7. Cantón de Sauxillanges
8. Cantón de Tauves
9. Cantón de La Tour-d'Auvergne

### Comunas
| 1. Antoingt (63005)                  | 2. Anzat-le-Luguet (63006)           | 3. Apchat (63007)                     | 4. Ardes (63009)                           |
| 5. Augnat (63017)                    | 6. Aulhat-Saint-Privat (63018)       | 7. Auzat-la-Combelle (63022)          | 8. Avèze (63024)                           |
| 9. Bagnols (63028)                   | 10. Bansat (63029)                   | 11. Beaulieu (63031)                  | 12. Bergonne (63036)                       |
| 13. Besse-et-Saint-Anastaise (63038) | 14. Boudes (63046)                   | 15. Brassac-les-Mines (63050)         | 16. Brenat (63051)                         |
| 17. Le Breuil-sur-Couze (63052)      | 18. Le Broc (63054)                  | 19. Chadeleuf (63073)                 | 20. Chalus (63074)                         |
| 21. Chambon-sur-Lac (63077)          | 22. Champagnat-le-Jeune (63079)      | 23. Champeix (63080)                  | 24. Chaméane (63078)                       |
| 25. La Chapelle-Marcousse (63087)    | 26. La Chapelle-sur-Usson (63088)    | 27. Charbonnier-les-Mines (63091)     | 28. Chassagne (63097)                      |
| 29. Chastreix (63098)                | 30. Chidrac (63109)                  | 31. Clémensat (63111)                 | 32. Collanges (63114)                      |
| 33. Compains (63117)                 | 34. Coudes (63121)                   | 35. Courgoul (63122)                  | 36. Creste (63127)                         |
| 37. Cros (63129)                     | 38. Dauzat-sur-Vodable (63134)       | 39. Espinchal (63153)                 | 40. Esteil (63156)                         |
| 41. Flat (63160)                     | 42. Gignat (63166)                   | 43. La Godivelle (63169)              | 44. Grandeyrolles (63172)                  |
| 45. Issoire (63178)                  | 46. Jumeaux (63182)                  | 47. Labessette (63183)                | 48. Lamontgie (63185)                      |
| 49. Larodde (63190)                  | 50. Ludesse (63199)                  | 51. Madriat (63202)                   | 52. Mareugheol (63209)                     |
| 53. Mazoires (63220)                 | 54. Meilhaud (63222)                 | 55. Montaigut-le-Blanc (63234)        | 56. Montpeyroux (63241)                    |
| 57. Moriat (63242)                   | 58. Murol (63247)                    | 59. Neschers (63250)                  | 60. Nonette (63255)                        |
| 61. Orbeil (63261)                   | 62. Orsonnette (63266)               | 63. Pardines (63268)                  | 64. Parentignat (63270)                    |
| 65. Perrier (63275)                  | 66. Peslières (63277)                | 67. Picherande (63279)                | 68. Les Pradeaux (63287)                   |
| 69. Rentières (63299)                | 70. Roche-Charles-la-Mayrand (63303) | 71. Saint-Alyre-ès-Montagne (63313)   | 72. Saint-Babel (63321)                    |
| 73. Saint-Cirgues-sur-Couze (63330)  | 74. Saint-Diéry (63335)              | 75. Saint-Donat (63336)               | 76. Saint-Floret (63342)                   |
| 77. Saint-Genès-Champespe (63346)    | 78. Saint-Genès-la-Tourette (63348)  | 79. Saint-Germain-Lembron (63352)     | 80. Saint-Gervazy (63356)                  |
| 81. Saint-Hérent (63357)             | 82. Saint-Jean-Saint-Gervais (63367) | 83. Saint-Jean-en-Val (63366)         | 84. Saint-Martin-d'Ollières (63376)        |
| 85. Saint-Martin-des-Plains (63375)  | 86. Saint-Nectaire (63380)           | 87. Saint-Pierre-Colamine (63383)     | 88. Saint-Quentin-sur-Sauxillanges (63389) |
| 89. Saint-Rémy-de-Chargnat (63392)   | 90. Saint-Sauves-d'Auvergne (63397)  | 91. Saint-Victor-la-Rivière (63401)   | 92. Saint-Vincent (63403)                  |
| 93. Saint-Yvoine (63404)             | 94. Saint-Étienne-sur-Usson (63340)  | 95. Saurier (63409)                   | 96. Sauvagnat-Sainte-Marthe (63411)        |
| 97. Sauxillanges (63415)             | 98. Singles (63421)                  | 99. Solignat (63422)                  | 100. Sugères (63423)                       |
| 101. Tauves (63426)                  | 102. Ternant-les-Eaux (63429)        | 103. La Tour-d'Auvergne (63192)       | 104. Tourzel-Ronzières (63435)             |
| 105. Trémouille-Saint-Loup (63437)   | 106. Usson (63439)                   | 107. Valbeleix (63440)                | 108. Valz-sous-Châteauneuf (63442)         |
| 109. Varennes-sur-Usson (63444)      | 110. Vernet-la-Varenne (63448)       | 111. Verrières (63452)                | 112. Vichel (63456)                        |
| 113. Villeneuve (63458)              | 114. Vodable (63466)                 | 115. Égliseneuve-d'Entraigues (63144) | 116. Égliseneuve-des-Liards (63145)        |